# Route nationale 582
Pour les articles homonymes, voir Route nationale 582 (homonymie).
La route nationale 582 ou RN 582 était une route nationale française reliant Saint-Hippolyte-du-Fort à Pouzilhac.
À la suite de la réforme de 1972, elle a été déclassée en RD 982.

## Ancien tracé de Saint-Hippolyte-du-Fort à Pouzilhac (D 982)
- Saint-Hippolyte-du-Fort
- Durfort-et-Saint-Martin-de-Sossenac
- Tornac
- Boisset-et-Gaujac
- Cardet
- Maruéjols-lès-Gardon
- Boucoiran-et-Nozières, où elle rencontrait la RN 106
- Moussac
- Garrigues-Sainte-Eulalie
- Arpaillargues-et-Aureillac
- Uzès
- Saint-Hippolyte-de-Montaigu
- Pouzilhac